# 佐々木猛
佐々木 猛（ささき たけし、1912年11月11日 - 没年不明）は、日本の競馬騎手、調教師。
1931年に騎手デビュー。1939年に騎乗馬ホシホマレで阪神優駿牝馬（オークス）を制した。1957年より調教師に転じ、1974年の桜花賞優勝馬タカエノカオリなどを管理し、1990年に引退。日本中央競馬会（JRA）調教師の佐々木亜良（つぐよし）は長男。

## 経歴
1912年、北海道函館市の農家に生まれる。3人いた叔父がそれぞれ高等馬車の御者を務めており、その姿に憧れて馬に関わる仕事を志した。1928年、叔父の紹介で札幌競馬倶楽部（札幌競馬場）の稗田虎伊厩舎に入門し、1931年7月に騎手としてデビュー。8月7日に騎乗馬エベツで初勝利を挙げた。翌1932には攻め馬（調教騎乗）の腕を見込まれて中山競馬倶楽部（中山競馬場）の大久保房松厩舎に移籍。1939年には大久保厩舎のホシホマレで阪神優駿牝馬に臨み2位で入線したが、1位入線馬ヒサヨシが禁止薬物検出により失格となり（ヒサヨシ事件）、繰り上がりでの優勝を果たした。以後、第二次世界大戦を経て1956年まで騎乗し、通算1488戦155勝の成績を残して騎手を引退、調教師に転じた。
1957年より中山競馬場で厩舎を開業。1962年に管理馬アサユキが京王杯オータムハンデキャップを制し、調教師として重賞初勝利。1974年には佐々木が名付け親となったタカエノカオリが桜花賞に優勝し、調教師としての八大競走初制覇を果たした。1986年から1987年にかけてはユキノローズが重賞2勝を挙げたが、定年を待たず1990年6月20日をもって引退。調教師通算成績は4638戦369勝。
自他共に認める攻め馬の名人であり、調教師として70歳を過ぎても騎乗を続けていた。大久保厩舎時代には非常な癖馬で乗り手がいなかったヒサトモ（牝馬初の日本ダービー優勝馬）の攻め馬手を務め、日本ダービーまで仕上げた。弟弟子の稗田敏雄は佐々木を評し「ハッキリ言って騎手としては大したことはなかった」としながらも、攻め馬の技術については「乗り役は数あれど、クセ馬に乗せたら天下一品なんてものじゃなかった。体の大きい私が乗っても持っていかれちゃうのに、あの人が乗ると大人しくなっちゃうんだから、ウソみたいだった」と述べている。

## 成績

### 騎手成績
- 1488戦155勝

#### 主な騎乗馬
※括弧内は佐々木騎乗時の優勝競走。太字は八大競走。
- ホシホマレ（1939年阪神優駿牝馬）

### 調教師成績
- 4638戦369勝

#### 主な管理馬
※括弧内は佐々木管理下の優勝競走。太字は八大競走。
- アサユキ（1962年京王杯オータムハンデキャップ）
- タカエノカオリ（1974年桜花賞）
- ユキノローズ（1986年サンケイスポーツ賞4歳牝馬特別 1987年中山牝馬ステークス）